# آزادراه حرم تا حرم
آزادراه حرم تا حرم نام یک پروژه کلان ساخت آزادراه به طول ۹۸۰ کیلومتر در ایران است. این پروژه در مهر ۱۳۸۹ در دستور کار دولت ایران قرار گرفت. این پروژه دارای ۴ فاز اصلی است و اقتصاد استان‌های تهران، قم، سمنان و خراسان رضوی تحت تأثیر این پروژه قرار خواهند گرفت. قرارگاه خاتم‌الانبیا یکی از پیمان‌کاران اصلی این پروژه است. این پروژه به «دلیل عدم تخصیص اعتبارات» دچار تأخیر و پیشرفت اندک بوده و انتقاداتی نیز به آن وارد شده‌است اما با این حال بخش‌های کوچکی از این پروژه هم‌اکنون در مرحله بهره‌برداری و افتتاح قرار گرفته‌است.

## قطعات

### آزادراه مشهد-باغچه
این آزادراه به طول ۳۷ کیلومتر، به عنوان اولین قطعه ابرپروژه آزادراه حرم تا حرم، با سرمایه‌گذاری بانک ملی در شهریور سال ۱۳۷۷ عملیات اجرایی آن آغاز و ۱۹ خرداد ۱۳۸۲ افتتاح و به بهر‌ه‌برداری رسید. این آزادراه از بزرگراه کلانتری مشهد آغاز و با ایجاد تقاطع با جاده مشهد-فریمان و آزادراه کنارگذر شمالی مشهد به سه راهی باغچه می پیوندد.

### آزادراه مشهد-ملک‌آباد
این آزادراه به طول ۳۴ کیلومتر، با هدف کمک به تسهیل تردد در آزادراه مشهد-باغچه در سال ۱۳۹۷ عملیات اجرایی آن آغاز شد اما به دلیل کمبود اعتبارات، ساخت آن به کندی پیش میرود و البته زمان افتتاح آن، دقیقا مشخص نیست. این پروژه از جاده قدیم مشهد-تهران آغاز و با سه راهی باغچه می پیوندد.

### آزادراه ملک‌آباد-نیشابور
این آزادراه به طول ۴۶ کیلومتر، دارای قرارداد مشارکت است ولی عملیات اجرایی آن هنوز آغاز نشده است.

### آزادراه نیشابور-سمنان
این آزادراه به طول ۵۷۰ کیلومتر، هنوز مورد تایید دولت قرار نگرفته است.

### آزادراه سمنان-گرمسار
این بخش از آزادراه به طول ۱۲۰ کیلومتر، با مشارکت قرارگاه خاتم‌الانبیاء در تیر سال ۱۳۹۶ عملیات اجرایی آن آغاز و در قالب سه قطعه هنچنان در احداث است. قطعه اول شامل مسیر گرمسار تا آرادان، قطعه دوم شامل مسیر آرادان تا لاسجرد و قطعه سوم شامل مسیر لاسجرد تا سمنان میباشد که این مسیر، یک آنتنی به شهر سمنان ایجاد میکند. بنا به اعلام مسئولین، ۳۶ کیلومتر از این مسیر، که قطعه دو (مسیر آرادان-لاسجرد) را شامل میشود، قرار است شهریور ۱۴۰۴ به بهره‌برداری برسد.

### آزادراه قم-گرمسار
این آزادراه که جزئی از آزادراه حرم تا حرم محسوب می‌شود ۱۵۰ کیلومتر مسافت دارد و در ۶ اسفند ۱۳۹۳ افتتاح شده‌است. این آزادراه از سوی قرارگاه سازندگی خاتم‌الانبیاء در مدت ۲ سال و با هزینه‌ای بالغ بر ۶۹۰ میلیارد تومان اجرا شده‌است. این آزادراه از جاده قدیم مشهد-تهران و آزادراه سمنان-گرمسار آغاز و پس از تقاطع با آزادراه کنارگذر جنوبی تهران (غدیر) به آزادراه امیرکبیر می پیوندد.

## مسیر
|                                                      | آزادراه امیرکبیر شمال بطرف قم-تهران جنوب بطرف کاشان-اصفهان                                          |
|                                                      | شهرک صنعتی چوب و نجاری ثامن الائمه                                                                  |
| ایستگاه خدمات کویر سرخ                               | |
|                                                      | قمرود                                                                                               |
| ایستگاه عوارضی قم                                    | |
| ایستگاه خدمات حرم تا حرم                             | |
| استان قم استان تهران                                 | |
|                                                      | آزادراه غدیر بطرف تهران-ساوه- فرودگاه بین‌المللی امام خمینی-قزوین                                    |
|                                                      | چرمشهر شمال بطرف آب‌باریک-ورامین-تهران                                                               |
|                                                      | امامزاده عبدالله جنوب بطرف عسگرآباد شمال بطرف حسن‌آباد کوه گچ - قلعه بلند \| ایستگاه راه‌آهن ابردژ \| |
| استان تهران استان سمنان                              | |
|                                                      | ایستگاه راه‌آهن کویر                                                                                 |
| ایستگاه عوارضی گرمسار                                | |
|                                                      | جاده ۴۴ · شرق بطرف گرمسار                                                                           |
| در دست احداث                                         | |
| استان سمنان استان خراسان رضوی                        | |
| در دست احداث                                         | |
|                                                      | جاده ۴۴ · غرب بطرف نیشابور-تهران-تربت حیدریه · شرق بطرف مشهد                                        |
| ایستگاه عوارضی باغچه                                 | |
|                                                      | جاده ۹۷ · شمال بطرف مشهد · جنوب بطرف فریمان-اسلام قلعه-هرات (افغانستان)                             |
|                                                      | آزادراه کنارگذر شمالی مشهد بطرف قوچان-بجنورد-گرگان                                                  |
| ایستگاه عوارضی مشهد                                  | |
|                                                      | جاده ۴۴ · شرق بطرف ملک‌آباد (مشهد) · جاده ۹۷ · جنوب بطرف فریمان                                      |
| مشهد                                                 | |
| ادامه دارد بصورت: بزرگراه کلانتری بطرف مشهد-مرکز شهر | |
| از شرق به غرب                                        | |
| ایستگاه راه‌آهن ابردژ                                 | |